# Tororó
Tororó (nome científico: Poecilotriccus plumbeiceps) é uma espécie de ave da família dos tiranídeos. É encontrada na Argentina, Bolívia, Brasil, Paraguai, Peru, e Uruguai.